# René Wulff
René Wulff (født 23. januar 1950 i Hvidovre) er en dansk trommeslager, sanger, guitarist, mundharmonikaspiller og komponist. Han har siden slutningen af 60’erne komponeret, skrevet og indspillet med en række danske bands som Hutlihut, Sensory System, Charlatangruppen, Barbarella, C.V. Jørgensen, C.V. Moto, Tass, Sidewalk og The Intellectuals samt i eget regi med Westend (med bl.a. Lars Hybel) og Little Wolf (eksisterede i flere forskellige konstellationer og med musikere som blandt andre: Ivan Horn, John Guldberg, Rasmus Kærså, Ken Gudman & Gert Smedegaard). Endvidere har René skrevet sangen "When Ever You Want Me" indspillet af Laid Back ("Happy Dreamer").
René Wulff har som session-musiker medvirket på utallige indspilninger og har endvidere spillet og turneret i både Europa og USA med internationale navne som Dr. John,  Sonny Rhodes, Queen Ida, Clifton Chenier og The Nick Gravenites John Cipollina Band.[kilde mangler]
I 1995 indspillede Wulffs sit første soloalbum "Music From the Hill House" og i 2010 udkom så albummet "Blue Rendezvous" - begge indspillet i USA. I december 2023 udkom så hans tredje album med titlen "Small Steps - High Spirit og kort efter udkom singlen "Perfect Love" (januar 20024) som en selvstændig udgivelse. Endvidere har han i 2024 udgivet singlerne "I'll Fly" (sammen med Ray Weaver), "Searchin'" samt "The Blood Is Never On Their Hands" (endnu en co-produktion med Ray Weaver). 
Som forfatter har han skrevet bogen Det ganske lille band – mine år med C.V. Jørgensen om tiden med CV Jørgensens orkester.  (udsendt af forlaget DreamLitt som både paperback, E- og lydbog - indtalt af René Wulff selv). 
René Wulff er stadig aktiv med eget studie.[kilde mangler]